# Al-Maqwala
Al-Maqwala és un jaciment arqueològic de la regió de Sanà al Iemen. Excavada per iemenites el 2002-2003, va posar a la llum diversos objectes com estàtues, esteles, graners i tombes. Les inscripcions són d'època himyarita (primers tres segles de l'època cristiana) així com les taules pel culte de la deïtat Athtar Shariqan, i segurament hi havia un temple dedicat a la deïtat (coneguda com la Venus oriental) en aquest lloc.